# Andrena nanaeformis
Andrena nanaeformis là một loài Hymenoptera trong họ Andrenidae. Loài này được Noskiewicz mô tả khoa học năm 1925.